# Monomitopus metriostoma
Monomitopus metriostoma är en fiskart som först beskrevs av Vaillant, 1888.  Monomitopus metriostoma ingår i släktet Monomitopus och familjen Ophidiidae. Inga underarter finns listade i Catalogue of Life.